# Sparta Krč Praga
SK Sparta Krč- czeski klub piłkarski mający swoją siedzibę w mieście Pradze, w Czechach. Aktualnie uczestniczy w rozgrywkach ČFL. (stan na sezon 2008/09)
Pomimo zajęcia w sezonie 2006/07, nie premiowanego awansem, drugiego miejsca w ČFL, Sparta sezon 2007/08 rozegrała w wyższej klasie rozgrywek, gdyż zajęła miejsce klubu Chmel Blšany, który nie dostał licencji na grę w 2. lidze. W sezonie 2007/2008 Sparta zajęła jednak 16 miejsce w 2. lidze i została relegowana z powrotem do ČFL.